# Oleksandr Kwatschuk
Oleksandr Wiktorowytsch Kwatschuk (ukrainisch Олександр Вікторович Квачук, auch Oleksandr Kvachuk; * 23. Juli 1983 in Kirowohrad, Ukrainische SSR) ist ein ehemaliger ukrainischer Radrennfahrer.

## Karriere
Bei den Straßen-Radweltmeisterschaften 2001 in Lissabon wurde Kwatschuk Junioren-Weltmeister im Straßenrennen und Zweiter im Zeitfahren der Junioren hinter Jurgen Van Den Broeck. Nach den Weltmeisterschaften entschied er noch die beiden italienischen Juniorenrennen Giro della Lunigiana und Giro di Basilicata für sich.
2011 wurde Kwatschuk zweifacher ukrainischer Meister, im Einzelzeitfahren sowie im Straßenrennen. Ende 2014 beendete er seine Radsportlaufbahn.

## Erfolge
2001
- Junioren-Weltmeister – Straßenrennen
- Junioren-Weltmeisterschaft – Einzelzeitfahren

2011
- Ukrainischer Meister – Einzelzeitfahren
- Ukrainischer Meister – Straßenrennen

2013
- Mannschaftszeitfahren Romanian Cycling Tour

## Teams
- 2004 Lampre
- 2005 Lampre-Caffita
- 2006 Androni Giocattoli-3C Casalinghi
- 2007 Cinelli-Endeka-OPD
- 2008 Cinelli-OPD
- 2009 ISD-Neri
- 2010 ISD-Neri
- 2011 Lampre-ISD
- 2012 Lampre-ISD
- 2013 Kolss Cycling Team (ab 1. Juni)
- 2014 Kolss Cycling Team